# Barbershop (Film)
Barbershop (Alternativtitel: Barbershop – Ein haarscharfes Viertel, Originaltitel: Barbershop) ist eine US-amerikanische Filmkomödie aus dem Jahr 2002. Regie führte Tim Story, das Drehbuch schrieb Mark Brown und produzierte diesen Film auch mit. Der Film wurde zwei Jahre später mit Barbershop 2 fortgesetzt. Am 15. April 2016 kam mit Barbershop: The Next Cut, inszeniert von Malcolm D. Lee, eine weitere Fortsetzung in die US-amerikanischen Kinos.

## Handlung
Ein kleiner Barbierladen war jahrzehntelang der Treffpunkt für Klatsch und Tratsch in der Innenstadt von Chicago. Nachdem Calvin den Laden vor zwei Jahren von seinem Vater übernahm, möchte er den Laden nicht mehr weiterführen und ihn schnell lukrativ abstoßen. Dabei trifft er mit seiner Käuferwahl auf Miethai Wallace, einen zwielichtigen stadtbekannten Mann, dem kein guter Ruf vorauseilt. Als seine Mitarbeiter und die langjährigen Kunden seines Vaters ihn letztendlich umstimmen können, ist es schon fast zu spät, denn der Käufer möchte aus dem Barbershop einen Rotlicht-Club machen. Umstimmversuche nimmt Wallace nicht an. Am letzten Öffnungstag stürmt die Polizei in den Laden und führt Friseur Ricky ab. Er wurde verdächtigt, einen Geldautomaten gestohlen zu haben. Doch Calvin kann die Kaution aufbringen, danach bringt er Ricky dazu, seine Waffe in den Fluss zu werfen. Sie fahren zu Wallace, wo sie Rickys Cousin mit dem Geldautomaten sehen. Die Polizei erscheint und kann die Gruppe festnehmen. Calvin erhält zudem eine große Belohnung für das Aufspüren des Geldautomaten. Der Barbierladen kann nun weiterbestehen.

## Kritiken
„Sympathisch-entspannte Komödie, die auf den pointierten verbalen Schlagabtausch innerhalb der schwarzen ‚Community‘ setzt.“

„"Barbershop" [brilliert] mit Witz, Emotionen und herrlichen Typen. Allen voran Troy Garity, Jane Fondas Sohn, als schwärzester Weißer in the hood. Warmherzige Tragikomödie über ein Schwarzenviertel, das um ein Haar vor die Hunde geht.“

## Auszeichnungen
Das Schauspiel-Ensemble wurde bei den Washington DC Area Film Critics Association-Awards 2002 ausgezeichnet. Der Film wurde für 6 Black Reel Awards und 5 NAACP Image Awards nominiert. Bei den MTV Movie Awards 2003 wurde der Film in der Kategorie „Best Comedic Performance“ für den Charakter Eddie gespielt von Cedric the Entertainer nominiert sowie für den besten Film und die Breaktrough Female Performance für Eve.